# Juan Rimsa
Juan Rimsa (Svedasai, Lituania, 1903 - California, Estados Unidos, 1978) fue un pintor inmigrante lituano famoso en Bolivia.

## Biografía
Entre 1924 y 1925, estudió en la Academia de Confecciones de Viena, en Austria, motivado por su padre, quien era sastre. Allí comenzó a cultivar el dibujo. En 1926 se trasladó a París para proseguir con sus estudios de arte, pero no tuvo suerte. Empobrecido, un hombre lo engañó para que viajara al Brasil para, supuestamente, trabajar como pintor, pero acabó como zafrero en una plantación del Mato Grosso brasileño, cerca a la frontera de Bolivia. 
Rimsa logró escapar al poco tiempo con dirección a Sao Paulo y, desde ahí, se dirigió a la Argentina, donde en 1930 conoció a Pío Collivadino, director de la Academia de Bellas Arte de Buenos Aires, quien lo animó a seguir la carrera de artes hasta 1934.

## En Bolivia
Rimsa llegó a Bolivia, desde Argentina, por primera vez en 1936 y por segunda vez en 1943.  
Juan Rimsa es considerado uno de los exponente más importantes de la pintura boliviana del siglo XX, no solo por sus creaciones pictóricas, sino por haber sido maestro, entre Sucre y La Paz, de pintores bolivianos como Gil Imaná, Graciela Rodo Boulanger y María Esther Ballivián, entre otros.
El curador Alfredo Mariaca apunta que Rimsa produjo sus obras más importantes en los 10 años en los que residió en el país. En esta etapa trabajó en retratos y paisajes. También se apunta que tenía un especial interés en el tema de lo indígena, sus hábitos y espacios desde una perspectiva distinta. Su destreza se evidencia en el manejo del color y de la luz.